# Clifford D. Simak
Clifford Donald Simak (3 d'agost de 1904 - 25 d'abril de 1988) va ser un escriptor estatunidenc de ciència-ficció. Va ser honrat pels fans amb tres Premi Hugo, i pels seus col·legues amb un Premi Nebula. La Science Fiction Writers of America el va fer el seu tercer Gran Mestre de la SFWA i la Horror Writers Association el va convertir en un dels tres guanyadors inaugurals del Premi Bram Stoker per la seva trajectòria.

## Vida personal
Simak va néixer a Millville, Wisconsin el 1904, fill de John Lewis i Margaret (Wiseman) Simak. Es va casar amb Agnes Kuchenberg el 13 abril de 1929 i van tenir dos fills, Richard (Dick) Scott (m. 2012) i Shelley Ellen. Va assistir a la Universitat de Wisconsin-Madison i més tard va treballar en diversos periòdics del Midwest. Durant aquesta etapa va començar una associació de per vida amb el Minneapolis Star Tribune (a Minneapolis, Minnesota) el 1939, que va continuar fins a la seva jubilació el 1976. Es va convertir en l'editor de notícies del Minneapolis Star el 1949 i en coordinador del Minneapolis Tribune dins del Science Reading Series l'any 1961. En un fragment de la seva novel·la Time and Again va escriure: «He estat feliçment casat amb la mateixa dona des de fa trenta-tres anys i tinc dos fills. El meu hobby favorit és la pesca d'esbarjo (a la manera mandrosa, estirat en un vaixell i deixant que el peix vingui a mi), els escacs, el col·leccionisme de segells i el cultiu de roses». Va dedicar el llibre a la seva dona Kay, «sense la qual no hauria escrit una línia». Simak era molt estimat per molts dels seus companys de ciència-ficció, sobretot per Isaac Asimov. Va morir a Minneapolis el 1988.

## Carrera dins l'escriptura
Simak es va interessar en la ciència-ficció després de llegir l'obra d'H. G. Wells quan era nen. La seva primera contribució a la literatura va ser el relat «The World of the Red Sun» (‘El mon del sol vermell'), publicat per Hugo Gernsback el desembre de 1931 dins de Wonder Stories amb un pròleg de Frank R. Paul. En un any publicà tres històries més per Gernsback a revistes pulp i una a Astounding Stories, llavors editada per Harry Bats. No obstant això, la seva única publicació de ciència-ficció entre 1932 i 1938 va ser The Creator (Marvel Tales núm. 4, març-abril de 1935), una història notable, amb implicacions religioses, tema que era llavors poc comú en el gènere.

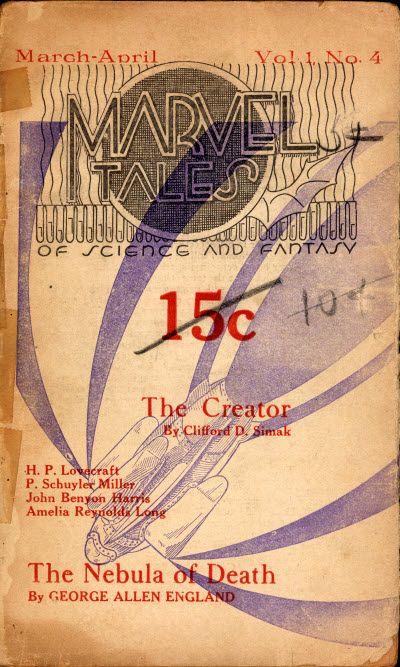
Marvel Tales de 1935 on és publicà la primera obra de Simak, The Creator

Quan John W. Campbell va ésser al capdavant d'Astounding, des d'octubre de 1937 i va contribuir a redefinir el gènere, Simak tornà i va ser un col·laborador habitual d'Astounding Science Fiction (tal com va ser rebatejada el 1938). Aquest moment és considerat com l'inici de l'Edat d'Or de la Ciència-ficció (1938-1950). Al principi, durant el 1939, va escriure la sèrie Cosmic Engineers, dins la tradició del subgènere «superciència» que E. I. ‘Doc’ Smith havia perfeccionat, però aviat va desenvolupar el seu propi estil, que en general es descriu com dolç i pastoral. Durant aquest període, Simak també va publicar històries de la guerra i westerns en revistes pulp. La seva novel·la més coneguda pot ser City, un recull de contes amb el tema comú d'un eventual èxode de la humanitat de la Terra.
Simak continuà produint novel·les nominades a diferents premis al llarg dels anys 1950 i 1960. Amb l'ajuda d'un amic va continuar escrivint i publicant ciència-ficció i, més tard, de fantasia, als seus 80 anys. Va creure que la ciència-ficció que no es basava en el fet científic va ser la responsable del fracàs del gènere per ser pres seriosament, i va declarar que el seu objectiu era fer que el gènere tingués una part del que ell va anomenar «ficció realista».

## Temes
Les històries de Simak solen repetir algunes idees i temes bàsics. En primer lloc és un entorn rural a Wisconsin. Un personatge camperol, individualista i independent, literalment neix amb el territori, el millor exemple és Hiram Taine, el protagonista de The Big Front Yard. El gos de Hiram, Towser (de vegades Bowser) és una altra marca Simak, molt comú a moltes de les seves obres. Però l'entorn rural no sempre és tan idíl·lic com en aquest cas, i a Ring Around the Sun està dominat en gran part per la intolerància i l'aïllacionisme.
Una idea que sovint es troba en els seus relats és la idea que no existeix el temps passat per un viatger en el temps. En el seu lloc, el nostre món es mou al llarg d'una corrent del temps, i per a desplaçar-se a un lloc diferent en el temps s'ha de passar a un món completament diferent. Així, a City la nostra Terra és envaïda per formigues, però els gossos intel·ligents i els altres éssers humans escapen a altres mons en el corrent del temps. A Ring Around the Sun els perseguits paranormals s'escapen a altres Terres que, si es poguessin veure alhora, estarien en diferents etapes de la seva òrbita al voltant del Sol, d'aquí el títol. A Time is the Simplest Thing un paranormal escapa d'una multitud movent-se en el temps, només per descobrir que el passat és un lloc on no hi ha éssers vius i els objectes inanimats amb prou feines tenen forma.
Viatjar en el temps també té un paper important en l'enginyosament construïda Time and Again, i després s'endinsa en la metafísica. Un viatger de l'espai perdut fa molt de temps torna amb un missatge que és religiós en el to. Es va estavellar en un planeta i es va nodrir de duplicats d'esperits eteris que semblen acompanyar tots els éssers al llarg de la vida. Les seves observacions van ser aprofitades per les faccions religioses, i un cisma amenaça d'esclatar una guerra a la Terra.
La intel·ligència, la lleialtat i l'amistat, l'existència de Déu i de les ànimes, els beneficis inesperats i el dany de les invencions, eines com extensions de la humanitat, i més preguntes s'han explorat pels robots de Simak, als que utilitza com a «éssers humans» substituts. Els seus robots comencen com a agradables persones mecàniques, però es transformen en formes sorprenents. Després d'haver aconseguit la intel·ligència, els robots es mouen en temes comuns, com ara: «Per què som aquí?» i «Els robots tenen ànima?» Alguns exemples en són el fidel majordom Jenkins a City, el robot religiós Hezekiel a A Choice of Gods, els robots fronterers de Special Deliverance i A Heritage of Stars, i el monjo robot a Project Pope que busca el cel.
El tema de la consciència robot va més lluny a All the Traps of Earth. Un robot de 600 anys, un reforç de la família que es va guanyar el nom de Richard Daniel, és considerat per ser reprogramat i perdre tots els seus records. El robot s'escapa amb una nau espacial, i passa a través de l'hiperespai sense protecció. Daniel guanya l'habilitat de veure i solucionar problemes en qualsevol cosa, una nau, un robot, un ésser humà, telequinèticament. No obstant això, encara està a la deriva i perseguit com a bé moble. Finalment s'ensopega amb un planeta fronterer i troba un objectiu, ajudar els pioners com a metge, servent, colon, i amic. I aquí Daniel aconsegueix una epifania: els éssers humans són més intel·ligents del que pensen. Els robots creats per l'home poden esdevenir agents amb habilitats sobrehumanes que directament o indirectament beneficien la humanitat. Per tant, els robots i l'Home escapen de "totes les trampes de la terra".
El tema religiós és sovint present en l'obra de Simak, però els protagonistes que han buscat a Déu en un sentit tradicional tendeixen a trobar alguna cosa més abstracte i inhumà. Hezekiel a A Choice of Gods no pot acceptar això. Cita: «Déu ha de ser, sempre, un cavaller ancià i bondadós (humà) amb un llarg cabell blanc i una barba florida».
Els contes i novel·les de Simak abasten des de novel·les contemplatives, reflexives i idíl·liques al terror pur, encara que l'humor és sovint una característica seva subestimada, com a Good Night, Mr. James i Skirmish. També hi ha un grup d'històries d'humor, dels quals «The Big Front Yard» és la més reeixida. I Way Station és al mig de tota la parafernàlia de la ciència-ficció amb un estudi psicològic d'un home molt solitari que ha de fer les paus amb el seu passat i, finalment, se les arregla per fer-ho, però no sense una pèrdua personal. La naturalesa contemplativa del caràcter de Simak és un tret recurrent tant del tema com de l'estil de l'autor.
Molts dels estrangers tenen un sentit sobrenatural de l'humor, i altres són involuntàriament graciosos, ja sigui en la seva forma de parlar o la seva aparença. També ho són els seus robots plens de personalitat, i fins i tot els seus gossos. Per contra, els seus "herois" són xifrats. Els seus protagonistes són sovint homes avorrits, mai descrits i mai reapareixen. Resolen les crisis per sortir del pas, i si s'enamoren de «la noia» (també mai descrita), és incidental. Un dels editors de Simak es va oposar a les seves històries perquè els seus herois eren «perdedors». Simak respongué: «M'agraden els perdedors».
Es troben altres temes tradicionals de la ciència-ficció a l'obra de Simak. La importància del coneixement i la compassió a Immigrant i Kindergarten. Joc d'identitats, com a Good Night Mr. James (filmat a Els altres límits: L'home duplicat a 1964). Les ficcions cobren vida a Shadow Show i en altres llocs, com a la novel·la Out of Our Minds. I la rebel·lió de les màquines a Skirmish. O la reunió en lloc horrible dins un món alienígena a Beachhead, AKA You'll Never Go Home Again. (Molts d'ells es troben a Strangers in the Universe).
Finalment, Simak llança molts temes de ciència-ficció que segueixen sense explicació. «No només és l'univers més estrany del que imaginem, és més estrany del que podem imaginar», és una frase erròniament atribuïda a Arthur Stanley Eddington. Els personatges de Simak troben criatures alienígenes i conceptes que simplement no poden entendre, i mai ho faran. Per exemple, a «Special Deliverance», els éssers humans són aguaitats per The Wailer, que resulta ser una enorme criatura amb aspecte de llop que crida un infinitament trist udol. Ells mai aprenen el que la criatura és, per què sembla trist, o com va arribar allà. Simak deixa misteris que pengen en els seus escrits.
El mateix Simak resumeix el treball de la seva vida al pròleg de Skirmish. Després d'explicar quins són els temes que evita, com l'amenaça extraterrestre a gran escala, guerres espacials, sagues imperials, afirma:
| « | (anglès) Overall, I have written in a quiet manner; there is little violence in my work. My focus has been on people, not on events. More often than not I have struck a hopeful note... I have, on occasions, tried to speak out for decency and compassion, for understanding, not only in the human, but in the cosmic sense. I have tried at times to place humans in perspective against the vastness of universal time and space. I have been concerned where we, as a race, may be going, and what may be our purpose in the universal scheme—if we have a purpose. In general, I believe we do, and perhaps an important one. | (català) En general, he escrit d'una manera tranquil·la, hi ha poca violència a la meva feina. La meva atenció s'ha centrat en les persones i no en els fets. Sovint he tocat una nota d'esperança […] De vegades he tractat de parlar a favor de la decència i la compassió, de la comprensió, no només en l'ésser humà, sinó en el sentit còsmic. He intentat posar en perspectiva els éssers humans davant la immensitat del temps i l'espai universal. M'ha preocupat de cap a on podem estar dirigint-nos com a raça i de quin pot ser el nostre propòsit en l'esquema universal, si és que en tenim algun. En general, crec que sí que el tenim, i que pot ser molt important. | » |